# Freddy Herbrand
Freddy Herbrand, född 1 juni 1944, är en friidrottare från Belgien. Han deltog vid olympiska sommarspelen 1972.